# Abseitsregel

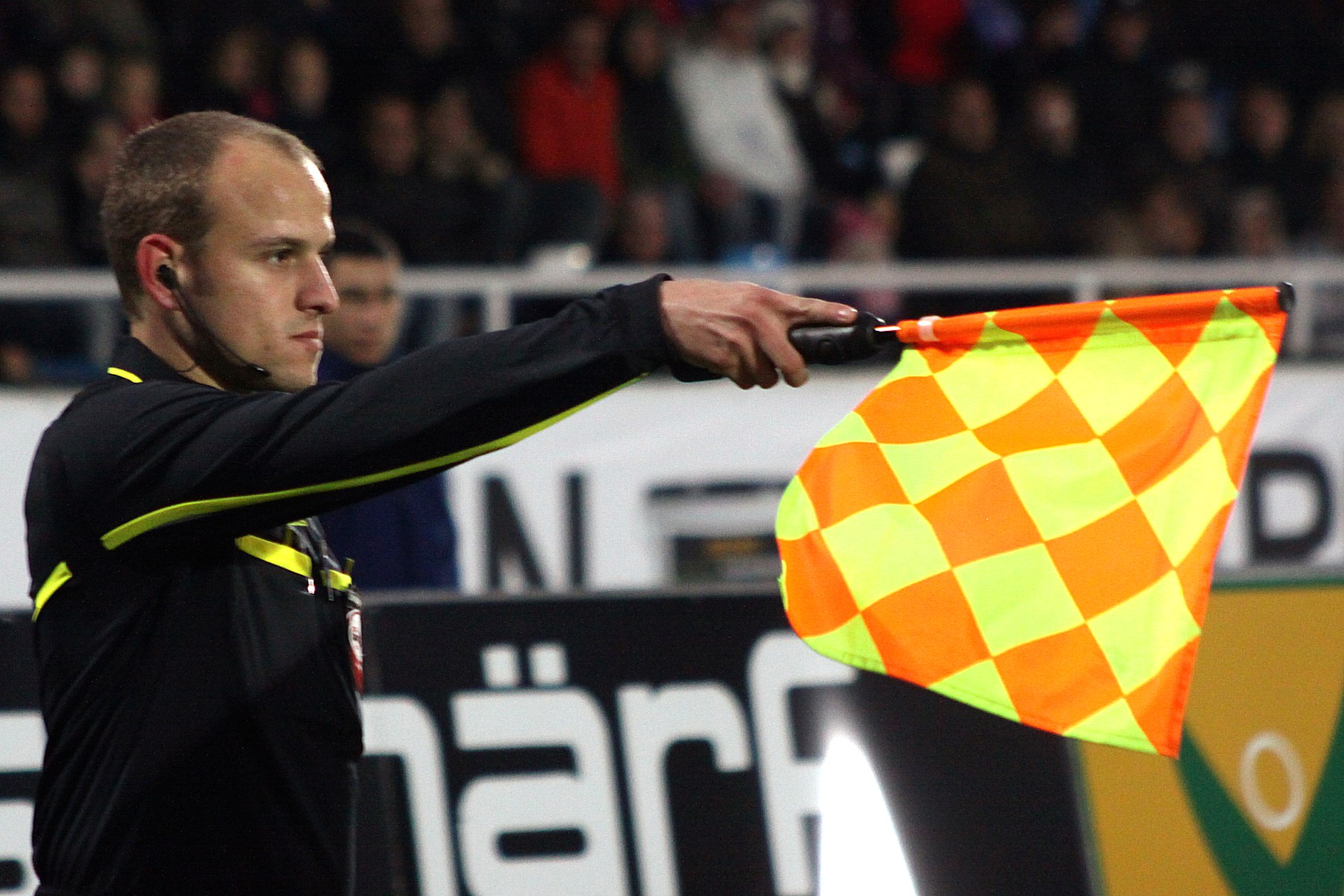
Schiedsrichterassistent im Fußball beim Anzeigen der Position einer Abseitsstellung.

Abseits: Beim Pass steht der ballannehmende Spieler (blau, links) vor dem vorletzten gegnerischen Spieler (rot). Wird dieser Spieler (blau, links) jedoch nicht angespielt, handelt es sich um „passives“ Abseits, das nicht geahndet wird (offiziell: kein Abseits).

Die Abseitsregel (englisch Offside Rule, in der Schweiz Offside-Regel) ist eine Bestimmung in Sportarten wie Fußball, Rugby Union und Eishockey, die bestimmte Spielfeldpositionen angreifender Spieler gegenüber den Verteidigern der gegnerischen Mannschaft für regelwidrig erklärt und somit den Angriff auf das gegnerische Tor unterbindet. Da Abseitsentscheidungen des Schiedsrichters und seiner Assistenten bisweilen strittig sein können, führen sie insbesondere beim Fußball regelmäßig zu hitzigen Diskussionen unter den Anhängern der am Spiel beteiligten Mannschaften. In den oben genannten Sportarten sind Regelvarianten und die Regel an sich umstritten und von Zeit zu Zeit auch Änderungen unterworfen.
Die Abseitsregel verhindert, dass offensive Spieler hinter den defensiven Spielern oder gar in Tornähe auf lange Pässe warten, und führt so zu einem allmählichen Spielaufbau mit Laufspiel und Dribbling oder kurzen Pässen.

## Fußball

### Entstehung
Die Grundregel des Abseits entstand bereits zu den Anfängen des reglementierten Fußballs im 19. Jahrhundert in England. Damals waren noch nicht einmal die Größe der Tore oder der Spielfelder und die Anzahl der Spieler festgelegt. Die Begründung war, es sei unfair, hinter dem Rücken des Gegners ein Tor zu erzielen. Die Regel sollte auch verhindern, dass sich ein angreifender Feldspieler in der Nähe des gegnerischen Tors platziert, auf den Ball wartet und ihn dann mühelos einschießt. Mit der ersten offiziellen Regel von 1863 waren nur Pässe nach hinten erlaubt. „Weil so aber kein (flüssiges) Spiel in Gang kam, wurde die Abseitsregel bereits nach drei Jahren geändert“, damit Zuspiele nach vorne möglich wurden: Von 1866 bis 1925 war es kein Abseits, wenn mindestens drei verteidigende Spieler zwischen der Torlinie und dem Angreifer positioniert waren.
Seit 1907 ist Abseits in der eigenen Spielfeldhälfte nicht mehr möglich. Bei Abstoß und Eckstoß gab es kein Abseits, bei einem Einwurf dagegen schon. 1920 wurde auch für den Einwurf die Abseitsregel aufgehoben. Die Kernelemente der heute gültigen Abseitsregeln wurden 1925 festgelegt. Seit 1990 ist gleiche Höhe kein Abseits mehr.
Die Regel entstammt dem Rugby, das bis zur Spaltung zwischen Rugby- und Football-Association Vorgängersport des Fußballs war. Im Rugby ist heute noch der Vorwärtspass verboten. Auch im American Football gibt es eine Regelwidrigkeit namens Abseits, jedoch bedeutet sie hier, dass sich ein Spieler zu Beginn des Spielzugs, in Blickrichtung seiner Mannschaft gesehen, in der neutralen Zone oder jenseits von ihr (also auf Seite der Gegner) befindet. Nach Beginn des Spielzugs ist der Aufenthalt hinter den gegnerischen Spielern im American Football für beide Seiten erlaubt.

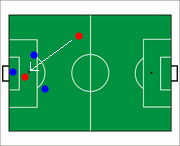
Abseits

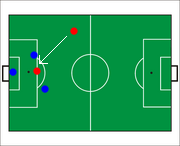
Abseitsstellung durch einen Gegenspieler aufgehoben

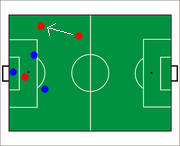
Kein Abseits (weil angreifender Spieler im Strafraum nicht ins Spiel eingreift)

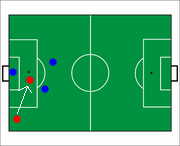
Kein Abseits (weil sich der Ball näher an der Torlinie befindet als der angreifende Spieler)

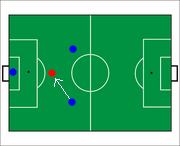
Kein Abseits (weil der Ball vom Gegner kommt)

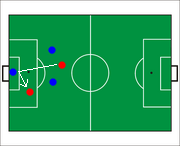
Abseits (der Ball prallt vom gegnerischen Torwart ab, der Spieler zieht aus der ursprünglichen Abseitsposition einen Vorteil; ein Abprallen von Pfosten oder Latte hätte die gleiche Bedeutung)

Kein Abseits (weil zur Beurteilung der Abseitsposition alle verteidigenden Spieler (auch außerhalb des Spielfelds) berücksichtigt werden)

### Abseitsstellung
Die Regel 11 (Abseits) des Regelwerks definiert zunächst die Position, an der ein Spieler im Abseits stehen kann. Hierfür müssen drei Kriterien zugleich erfüllt sein: ein Spieler befindet sich in einer Abseitsstellung, wenn er
- der gegnerischen Torlinie näher ist als der Ball [umgangssprachlich: wenn er „vor dem Ball“ ist] und
- der gegnerischen Torlinie näher (*) ist als der vorletzte Gegenspieler [sich weniger als zwei gegnerische Spieler, gleich ob Torwart oder Feldspieler, auf gleicher Höhe mit ihm oder vor ihm befinden] und
- sich in der gegnerischen Spielhälfte befindet.

(*) Gleiche Höhe mit dem vorletzten oder den beiden letzten Gegenspielern ist keine Abseitsstellung.
Erläuterungen
Maßgeblich für die Positionen der beteiligten Spieler sind Füße, Rumpf und Kopf, also die Körperteile, mit denen ein reguläres Tor erzielt werden kann. Die Arme werden bei der Betrachtung nicht berücksichtigt.
Bei der Bestimmung der Zahl der Gegenspieler kommt es nicht darauf an, ob es sich um den Torwart oder um Feldspieler handelt, auch wenn der Torwart meist der letzte Gegenspieler ist. Befinden sich die zwei oder mehr der letzten Gegenspieler auf gleicher Höhe, so gilt einer von ihnen als vorletzter Gegenspieler.
Bei der Beurteilung der Abseitsposition zählen grundsätzlich alle Spieler, unabhängig davon, ob sie sich auf dem Platz befinden oder nicht. Generell davon ausgenommen sind nur diejenigen Spieler, die den Platz mit Zustimmung des Schiedsrichters verlassen haben, z. B. zur Behandlung einer Verletzung.
Verlässt ein verteidigender Spieler den Platz ohne Zustimmung des Schiedsrichters, zählt er als auf der eigenen Torlinie oder der Seitenlinie stehend. Mit dieser Regelung soll verhindert werden, dass ein Verteidiger den Platz absichtlich verlässt, um einen gegnerischen Spieler ins Abseits zu stellen. Ein solcher Spieler ist in der nächsten Spielunterbrechung mit einer Gelben Karte zu verwarnen.
Ein angreifender Spieler, der sich in Abseitsstellung befindet, darf hingegen den Platz verlassen, um damit zu signalisieren, dass er nicht in das Spiel eingreifen will (um bei der Beurteilung der Abseitsstellung nicht berücksichtigt zu werden). Dennoch zählt er bei der Beurteilung – unter Beachtung des Umstandes, dass er nicht in das Spiel eingreift – der Abseitsstellung solange mit, bis die verteidigende Mannschaft den Ball in Richtung Mittellinie gespielt hat und der Ball den Strafraum verlassen hat, eventuell auch durch Überqueren der Torlinie. Zudem muss er zum Wiedereintritt in das Spiel warten, bis die Situation geklärt ist und der Schiedsrichter dem Wiedereintritt zustimmt. Kehrt der Spieler vorher wieder auf das Spielfeld zurück, ist er zu verwarnen.
Wichtig ist dabei, dass die Regel dabei zunächst die reine Abseitsstellung beschreibt, nicht jedoch, ob diese Abseitsstellung auch als solche geahndet werden muss.

### Strafbares Abseits
Im zweiten Teil der Regel 11 wird definiert, wann die Abseitsstellung ein Vergehen ist, also ein Verstoß im Sinne der Abseitsregel, denn die Abseitsstellung eines Spielers stellt an sich noch kein Vergehen dar. Ein Spieler wird dann für seine Abseitsstellung bestraft, wenn er nach Ansicht des Schiedsrichters bereits zum Zeitpunkt, zu dem der Ball von einem Mitspieler berührt oder gespielt wird, aber auch darüber hinaus, bis eine neue Spielsituation eintritt, aktiv am Spiel teilnimmt.
Eine neue Spielsituation tritt ein, wenn
- ein Mitspieler des Angreifers den Ball berührt,
- ein Gegenspieler den Ball absichtlich spielt, wobei bereits der reine Versuch (‚Absicht‘) unabhängig vom Erfolg ausreichend ist, sobald es zu einer Ballberührung kommt; ausgenommen ist jedoch eine Torabwehraktion,
- der Ball das Spielfeld verlässt oder
- der Schiedsrichter das Spiel unterbricht.

Eine aktive Teilnahme am Spiel liegt vor, wenn der Spieler, der sich zum Zeitpunkt des Abspiels in Abseitsposition befand,
- den Ball berührt,
- sich unmittelbar, d. h. in Ballnähe, (mit und ohne Zweikampf) um den Ball bemüht,
- einen Gegner oder den Torwart behindert oder irritiert (z. B. durch Behinderung der Sicht), wobei dies sehr eng auszulegen ist, oder
- einen Vorteil aus seiner Position zieht (z. B. durch Annahme eines Balles, der vom Tor abprallt oder aus einem unkontrollierten Spiel eines Gegenspielers stammt).[3]

Ist nach Ansicht des Schiedsrichters nur ein in Abseitsstellung stehender Spieler in der Lage, den Ball anzunehmen, und bemüht sich dieser um den Ball, so soll er unmittelbar auf Abseits entscheiden.
„Kein Vergehen“ liegt vor (d. h. eine Abseitsstellung wird nicht bestraft), wenn ein Spieler den Ball direkt aus einem Abstoß, einem Einwurf oder einem Eckstoß erhält oder der Spieler erkennbar nicht in das Spiel eingreifen will.
Die Schwierigkeit für den Schiedsrichter, auf Abseits oder kein Abseits zu entscheiden, umfasst zwei Beurteilungen: Zunächst muss der Schiedsrichter entscheiden, ob in einer Spielsituation eine Abseitsstellung vorliegt. Ist dies der Fall, muss die Abseitsstellung geahndet werden, wenn ein Spieleingriff vorliegt. Können allerdings mehrere angreifende Spieler einen Ball annehmen und stehen diese zum Zeitpunkt der Ballabgabe nicht alle in Abseitsstellung, so muss der Schiedsrichter bis zur Ballannahme warten, bevor er seine Entscheidung trifft („wait and see“).

### Folgen
Entscheidet der Schiedsrichter auf Abseits, spricht er der gegnerischen Mannschaft einen indirekten Freistoß zu. Dieser muss an der Stelle ausgeführt werden, an der die Abseitsstellung „wirksam“ wurde (in der Regel also der Eingriff in das Spiel erfolgte), mit der Ausnahme bei Abseitsstellungen im gegnerischen Torraum, in diesem Fall kann der Freistoß von jeder beliebigen Stelle im Torraum ausgeführt werden; bis Mai 2016 wurde der Freistoß dort ausgeführt, wo sich der Spieler zum Zeitpunkt der Ballabgabe in Abseitsstellung befand.
Beim Abseits handelt es sich um einen technischen Regelverstoß, nicht um ein verbotenes Spiel (Foul) oder unsportliches Verhalten. Darum kann es wegen Abseits nie eine persönliche Strafe, also eine Verwarnung (Gelbe Karte) oder einen Platzverweis (Rote Karte), gegen den Spieler geben. Hierbei gilt für die Abseitsregel, dass selbst bei wiederholten Verstößen gegen die Spielregeln, für die sonst durchaus eine persönliche Strafe zu verhängen ist, eine solche nicht verhängt werden darf.
Bei der Entscheidung, ob sich ein Spieler in einer Abseitsstellung befindet und in das Spiel eingreift, damit also einen Regelverstoß begeht, erhält der Schiedsrichter in höherklassigen Ligen Unterstützung durch seine Assistenten. Da sich diese an der Seitenlinie auf gleicher Höhe mit dem vorletzten Abwehrspieler befinden sollen, können sie die Situation meist besser beurteilen. Die Assistenten waren bei dem FIFA-Konföderationen-Pokal 2005 angehalten, so lange zu warten, bis der im Abseits stehende Spieler wirklich ins Spielgeschehen eingreift, und erst dann ein Fahnenzeichen zu geben. Der Deutsche Fußball-Bund gab allerdings zur Saison 2005/06 die Anweisung, nur solange zu warten, bis offensichtlich nur noch der im Abseits stehende Spieler eingreifen kann, und somit diese umstrittene Neuerung weitgehend nicht umzusetzen, weil in der Zeit, in der das Abseits schon besteht, aber noch nicht angezeigt wurde, eine unnötige Verletzungsgefahr und eine Unsicherheit in Auslegung anderer Regeln bestehe. Außerdem führte diese Regel zu verständlichen Frustrationen bei Spielern, die einem Abspiel hinterhergelaufen waren und bei deren anschließendem Ballkontakt dann abgepfiffen wurde. Zur WM 2006 wurde diese Regelauslegung dann auch von der FIFA übernommen.
Die Abseitsregel gilt nicht beim Hallenfußball und entfällt je nach Verband in manchen Jugend-Spielklassen.
Da moderner Fußball schneller geworden ist, sind Fehlentscheidungen häufiger und nicht immer zu vermeiden. Der spanische Arzt Francisco Belda Maruenda wies nach, dass es einem Menschen prinzipiell nicht möglich ist, eine größere Zahl von Spielern und den Ball so genau zu beobachten, wie es für eine gesicherte Entscheidung notwendig wäre. Um hier Abhilfe zu schaffen, sind Systeme denkbar, welche die Positionen der Spieler und des Balls elektronisch überwachen. Der Schiedsrichter muss dann nur noch entscheiden, ob bei den festgestellten Positionen zu ahndendes Abseits vorlag.

### Abseitsfalle
Wenn eine verteidigende Mannschaft die gegnerische Mannschaft gezielt ins Abseits laufen lässt, indem die Verteidiger kurz vor dem gegnerischen Ballabspiel schnell nach vorne (vom eigenen Tor weg) laufen, spricht man von einer Abseitsfalle. Diese Defensivtaktik gehört zu den schwierigsten im modernen Fußball, weil mitunter Sekundenbruchteile und Zentimeter den Ausschlag geben. Die Abseitsfalle wurde insbesondere von Ajax Amsterdam sowie der niederländischen und belgischen Nationalmannschaft in den 70ern perfektioniert.

### Viererkette als Folge der Abseitsregel
Mit der Aufstellung von vier Verteidigungsspielern nebeneinander als Viererkette wird versucht, das abseitsfreie Spielfeld möglichst klein zu halten. Die angreifende Mannschaft braucht ein schnelles und genaues Passspiel, um die Viererkette ohne Abseitsstellung zu überwinden (an den sogenannten Schnittstellen der Viererkette).

### Kritik am „passiven Abseits“
Die Regelung der allgemein als „passives Abseits“ bezeichneten Abseitseinschränkung, die besagt, dass der Schiedsrichter das Spiel laufen lassen muss, wenn ein Spieler zwar im Abseits steht, aber weder direkt noch indirekt ins Spielgeschehen eingreift, steht seit ihrer Einführung immer wieder in der Kritik. Dabei geht es vor allem um die Schwierigkeit der objektiven Beurteilung, ob ein Spieler in irgendeiner Form eingreift oder nicht. Sowohl auf Vereinsebene als auch auf internationaler Ebene forderten vor allem Trainer wiederholt, die Regelung klarer und einfacher zu verfassen. Auch eine Abschaffung wurde wiederkehrend thematisiert, etwa von Ottmar Hitzfeld, Joachim Löw, Jupp Heynckes und Louis van Gaal.
Eine im Jahr 2005 von der FIFA eingebrachte, beim Konföderationen-Pokal erstmals eingesetzte Regel, die besagte, dass der Schiedsrichter erst dann das Spiel abpfeifen soll, wenn der oder die im Abseits stehenden Spieler den Ball berührt haben, erwies sich als untauglich. Die Regel führte zu kuriosen Spielverzögerungen. Nach heftigem Widerstand zahlreicher Fußball- und Schiedsrichterverbände wurde diese Auslegung wieder dahingehend relativiert, dass bereits auf Abseits entschieden wird, wenn klar ersichtlich nur noch der im Abseits stehende Spieler eingreifen kann, auch wenn dieser noch nicht den Ball berührt hat.
Seit Einführung des Videobeweises im Fußball tritt die geschilderte Spielverzögerung jedoch auch unabhängig vom passiven Abseits auf, da die Schiedsrichter auch bei erkannten Abseitssituationen das Spiel weiterlaufen lassen sollen für den Fall, dass doch kein Abseits vorliegt.
Zur Beseitigung des passiven Abseits gäbe es die Möglichkeit, entweder „wie früher“ immer dann auf Abseits zu entscheiden, wenn ein Spieler sich in Abseitsposition aufhält, gleichgültig ob er in das Spielgeschehen eingreift oder nicht, oder die Abseitsregel wegen geänderter Voraussetzungen ganz abzuschaffen:

„Die Gefahr, dass die Stürmer nur noch vor dem Tor stehen, besteht heute nicht mehr. Denn heute muss jeder Stürmer Defensivarbeit verrichten, damit der Gegner nicht zu leicht Überzahlsituationen herausspielt.“

### Halbautomatische Abseitserkennung
Seit der Saison 2022/23 wird in einigen internationalen Wettbewerben die halbautomatische Abseitserkennung (englisch Semi-automated Offside Technology, SAOT) eingesetzt. Die halbautomatische Erkennung bezieht sich auf den Umstand, dass die Technik zwar verdächtige Spielerkonstellationen ermitteln kann, eine Interpretation gemäß den Regeln jedoch nicht automatisiert erfolgt. Die Technik verwendet ein Kamera-Ringsystem (welches aus 8 bis 32 Kameras unter dem Stadiondach besteht), einen Sensor im Ball und KI. Die Kameras tasten das Spielfeld mit 50 Hertz ab. Der 14 Gramm schwere Sensor im Ball verwendet einen Ortssensor (UWB-Sensor) und einen Bewegungssensor (inertiale Messeinheit, IMU), welche mit 100 Hz die Positionsdaten sowie mit 500 Hz die Beschleunigungs- und Neigungsdaten an ein aus 12 bis 24 Antennen bestehendes und das Spielfeld umrahmendes Local Positioning System übermitteln. Die KI-gestützte Datenauswertung erledigt die Objekterkennung, vermisst anhand der vom Kamerasystem aufgenommenen Bilder 29 wichtige Punkte jedes Spielers, bildet daraus künstliche Skelette und ermöglicht so eine zentimetergenaue Positionsbestimmung und Bewegungsvisualisierung, somit ein Echtzeit-Spielertracking.
Der Video-Assistent muss dann nur noch prüfen, ob abseits stehende Spieler aktiv in das Spielgeschehen eingegriffen haben. Der FIFA zufolge soll diese Methode die Zeit bis zu einer Entscheidung von im Schnitt 70 Sekunden beim klassischen VAR auf bis zu 15 bis 25 Sekunden senken können.

## Rugby Union
Im Rugby Union befindet sich ein Spieler im Abseits,
- wenn er sich bei einem mit dem Fuß nach vorne gespielten Pass vor dem den Ball tretenden Spieler befindet (10-Meter-Abseits) oder
- wenn er sich bei einer der statischen Spielsituationen (angeordnetes oder offenes Gedränge oder Paket) vor dem letzten Fuß eines an dieser Situation beteiligten Spielers der eigenen Mannschaft aufhält oder
- wenn eine Gasse stattfindet und der Spieler, der nicht an der Gasse teilnimmt, sich näher als 10 m zur Gassenlinie befindet oder
- wenn er sich bei einer Situation, in der ein Spieler gehalten wird, vor dem Ball befindet und ins Spiel eingreift.

Nach einem Verstoß gegen die Abseitsregel erhält die gegnerische Mannschaft einen Straftritt. Unabsichtliches Abseits wird mit einem angeordneten Gedränge bei gegnerischem Einwurf bestraft.

## Eishockey
Abseits (IIHF-Regel 450/451) liegt vor, wenn sich mindestens ein angreifender Spieler mit beiden Schlittschuhen im gegnerischen Verteidigungsdrittel befindet, bevor der Puck die blaue Linie komplett überschritten hat, und dieser dort den Puck spielt. Zur Vermeidung eines Abseits darf sich also in dem Augenblick, in dem der Puck die blaue Linie überquert, im Angriffsdrittel kein Spieler der angreifenden Mannschaft befinden.
Wird der Puck bei einer Abseitsposition nicht unmittelbar von einem angreifenden Spieler gespielt, zeigt der Linienrichter durch Heben des Armes verzögertes Abseits an. Die angreifende Mannschaft hat dann die Möglichkeit das Abseits wieder aufzuheben, indem alle sich im gegnerischen Drittel befindenden Spieler das Angriffsdrittel wieder verlassen, so dass sich zu einem Zeitpunkt kein angreifender Spieler mehr im Angriffsdrittel befindet. Der Linienrichter zeigt dann das Zeichen für kein Abseits und das Spiel geht normal weiter. Das verzögerte Abseits wird auch aufgehoben, sobald der Puck das Angriffsdrittel verlässt. Berührt während des verzögerten Abseits ein angreifender Spieler den Puck, wird auf Abseits erkannt und das Spiel mit einem Bully in der neutralen Zone fortgesetzt.
Abweichend davon gilt es nicht als Abseits, wenn
- die Scheibe von einem verteidigenden Spieler in seine Verteidigungszone zurückgespielt wird, oder wenn
- der angreifende Spieler rückwärts fahrend den Puck kontrolliert am Schläger führend ins Angriffsdrittel befördert.

Torraumabseits (IIHF-Regel 471) liegt vor, wenn ein angreifender Spieler im Torraum des Gegners steht. Es wird dann abgepfiffen und ein Bully in der neutralen Zone ausgeführt. Steht der Spieler jedoch passiv im Torraum, also ohne ins Spiel einzugreifen und den Torhüter zu behindern, dann wird weitergespielt. Wird der Spieler durch einen Verteidiger in den Torraum gedrängt, wird abgepfiffen und eine 2-Minuten-Strafe wegen Behinderung gegen den Verteidiger verhängt.
Eine dritte mögliche Abseitsform ist der Zwei-Linien-Pass (oder Red Line Offside). Spielt ein Spieler einen Pass über zwei Linien (blaue und rote), wird das Spiel abgepfiffen; auf diese Art werden schnelle Konter unterbunden. In den europäischen Eishockeyligen wird diese Regel seit der Abschaffung durch die IIHF 1998 nicht mehr angewendet, in der NHL wurde sie zur Saison 2005/06 abgeschafft. Seit der Saison 2005/06 hat die Extraliga in Tschechien das Abseits beim Zwei-Linien-Pass wieder eingeführt (siehe Eishockey in Tschechien).

## Feldhockey
Auch im Feldhockey gab es früher eine Abseitsregel. 1995 schaffte der Deutsche Hockey-Bund (zunächst versuchsweise) in der 1. und 2. Bundesliga die Abseitsregel ab, nachdem zuvor einige Jahre vorher Abseits auf das Angriffsviertel beschränkt wurde. International wurde die Abseitsregel im Hockey mit Wirkung vom 5. August 1996 abgeschafft.

## American Football
Ein Abseits liegt vor, wenn ein Spieler der verteidigenden Mannschaft sich beim Snap in oder jenseits der neutralen Zone befindet. Die neutrale Zone wird durch die Lage des Spielballs bestimmt. Einzig der Center darf in die neutrale Zone greifen, um den Spielzug durch Bewegung des Balles zu beginnen. Die Strafe beträgt 5 Yards Raumverlust und Wiederholung des Versuchs.

## Feldhandball
Bei der ursprünglichen Form des Feldhandballs auf dem Großfeld kam eine dem Eishockey vergleichbare Abseitsregel zur Anwendung.